# 秋明州
秋明州（羅馬化：Tyumenskaya oblast）位於西伯利亞西部，是俄羅斯聯邦主體之一，內含汉特-曼西自治区和亚马尔-涅涅茨自治区。面積1,435,200平方公里，是俄羅斯第三大行政區。人口3,395,755，首府秋明。

## 歷史
秋明地區原屬於西伯利亞汗國領地，1585年被哥薩克首領葉爾馬克·齊莫菲葉維奇佔領。1586年7月29日，沙皇費奧多爾一世命令心腹愛將瓦西里·鲍里索维奇·苏金和伊万·尼基蒂奇·米亚斯诺伊在原來的鞑靼城鎮成吉-圖拉（意為成吉思汗的城市）建立一座要塞。秋明一詞來自於突厥语和蒙古语之詞彙，有「一萬」的意思。而秋明市乃為俄羅斯在西伯利亞的第一個移民城市，作為沙俄東擴的一個重要軍事據點，該城市於1586年建城，也是西伯利亞最古老的城市。秋明州則是成立於1944年8月14日。第一位領導人（人民代表地方議會執行委員會主席）库兹马·费奥多罗维奇·科舍廖夫。

## 地理位置與特徵

### 位置
秋明州南部與哈薩克草原相鄰，北部的河岸就是冰凍的北冰洋，南北距離相當於秋明至莫斯科的距離——2100公里，東西距離為1400公里。秋明州的面積約為150萬平方公里，相當於整個英國、法國、芬蘭、意大利的面積總和，為俄國東部鄰國日本的4倍。幾乎所有的戰略交通要道都經過該州，包括著名的西伯利亞大鐵路、一系列聯邦級公路。該州與哈薩克斯坦接壤，擁有180公里長的共同邊界線，使得雙邊貿易往來與日俱增。

### 氣候
大部分該地區擁有極端氣候條件─亞馬爾-涅涅茨自治區，以及漢特-曼西自治區的烏戈爾其氣候也是同樣極端的。另外，在北部、中部及南部其氣候分別為寒帶氣候，亞寒帶和溫帶。在秋明州北部地區一月平均溫度範圍是從-17°C到-27°C。冰封的時間持續130天到210天。

### 水文
該區域超過10公里的溪流有7萬條，其總長度為584,400 公里。該區最大的河流為鄂畢河。另外約有7萬個湖泊。

### 自然資源
在秋明地區集中了俄羅斯主要的石油和天然氣儲量。總勘探量已超過四千五百萬平方公尺。石油的開採分別集中於─薩莫特洛爾油田、普里鄂畢油田、費奧多油田、馬蒙托夫油田等。天然氣的採集主要集中在烏連戈氣田、梅德韋日氣田以及楊堡氣田。其開採深度從七百公尺到四公里不等。此外該區也生產泥煤、腐殖泥、石英和石灰岩。而秋明州絕大部分的面積都有森林覆蓋。是俄羅斯境內第三大的森林區（四千三百萬公頃），僅次於克拉斯諾亞爾邊疆區和伊爾庫次克州。其木材儲量估計約有五十四億立方公尺。

## 行政區劃分
秋明州包括2個民族自治區：漢特—曼西斯克自治區和亞馬爾—涅涅茨克自治區，是一個多民族居住的區域，其社會層次、收入水平皆有所差異。而秋明州的首府為秋明（1581年成立），市區劃分為三個區：加里林區、列寧區和中央區。秋明州行政單位數量有2個自治區、28個行政區、24個州屬城市。

## 人口
人口總數為3,395,755人（2010年人口普查）、3,264,841人（2002年人口普查）、3,080,621人（1989年人口普查）。人口密度- 2.4人/平方公里（2013年）。城市人口- 78.86％（2013年）。根據2010年全國人口普查，該區域的各民族人口比例(包括漢特-曼西自治區和亞馬爾-涅涅茨自治區)如下：
| 民族       | 人口比例（2010年） |
| 俄羅斯人   | 73.3%              |
| 韃靼人     | 7.5%               |
| 烏克蘭人   | 4.9%               |
| 巴什基爾人 | 4%                 |
| 亞塞拜然人 | 1.4%               |
| 涅涅茨人   | 1%                 |
| 楚瓦什人   | 0.93%              |
| 漢特人     | 0.9%               |
| 白俄羅斯人 | 0.8%               |
| 日耳曼人   | 0.6%               |
| 哈薩克人   | 0.6%               |
| 摩爾多瓦人 | 0.5%               |
| 亞美尼亞人 | 0.5%               |
| 曼西人     | 0.4%               |
| 其他民族   | 5.3%               |

## 宗教
根據2012年的官方調查，秋明州信奉俄羅斯東正教所占的人口比例為28.9％，其他的東正教為9％，4％是基督徒，1％為新教。6％的人口是穆斯林，2％為斯拉夫新異教，和0.4％為印度教（吠陀教，牧牛神或密宗）。此外，34％的人認為自己是“自然崇拜而非宗教”，11％是無神論者。
秋明州之宗教（2012）

## 政治
在蘇聯時期，秋明州的最高權力是由三個人所分別擁有的：秋明州蘇共委員會的第一總書記（同時也是擁有最大權力者）、秋明州蘇維埃主席（立法權）以及蘇維埃執行委員會的主席（行政權）。自從1991年，蘇共失去他們的權力後，州政府的領導者，最後透過俄羅斯州議會將其任命為行政首長。而秋明州的憲章成為該州的根本大法。秋明州杜馬是站在立法(代表)的機構；州杜馬所通過的法律、決議和其他的法律行為並透過監督執行、遵守法律和通過其他法律行為來行使其權力。最高行政機構則為州政府，其中包括區域行政部門、委員會以及其功用是作為發展和經營州的日常事務之委員會。州政府支持正式與俄羅斯聯邦憲法一致者同時也保證遵守州憲章之行政首長。

### 行政權
行政首長的任期期限為5年，俄羅斯總統提名州長再交付給秋明州杜馬。2005年11月24日，當時是由代理行政首長弗拉基米爾·弗拉基米羅維奇·亞庫舍夫任職。州最高的行政機構為-秋明州政府。此外州政府最高的行政權代表為行政首長。

### 立法權
立法權則屬於秋明州杜馬。每5年進行選舉，其成員共有48人。其中一半的席次是根據單一席次選區，而另一半則是根據政黨名單。

### 司法權
秋明州州法院、秋明州仲裁法院以及地方法院和治安法庭都與司法權相關。

## 經濟
秋明州為俄羅斯境內發展最為蓬勃的州之一。近年來，該州總產值增長了7-11%。其成長速度遠遠超過了俄羅斯聯邦的平均成長速度。2005年，俄羅斯的經濟成長速度為6.4%，秋明州的經濟成長速度為10%。秋明州經濟的特點在於它的領域繁多。該州工業發展潛力龐大、運輸系統發達，另有畜牧業和分門別類的社會服務綜合體系。其中，工業佔總附加價值的14%，建築業佔7%，交通運輸業佔14%，農業佔6%，房地產佔12%。在全國範圍內，在蓄電池生產佔全俄生產總量的28%、液化氣生產佔19%、醫療設備佔12%、熱塑管及其部件的生產佔11% 、毛紡織布料的生產上佔9%，秋明州佔據著較大的產量。此外，秋明州具有優越的地理位置。西伯利亞的鐵路線穿過秋明州，在州內另有連接秋明與其它州政府的國道交通線。另外，這裡還有羅西那國際機場。在投資環境方面，秋明州是俄羅斯內最好的一個州。本州有電力儲備，同時天然氣的價格也低於俄羅斯其它地區。在水資源、林目業及土地資源的使用方面政策寬鬆，交通基礎設施也不斷發展更新。此外，該州最吸引外資的一個重要因素，即為人民的收入水平在不斷提高，而這正決定著人們對各種商品、服務、房產及車輛的購買能力。同時，秋明州制定了一系列的法律和法規，目的在於促進投資並給投資者提供必要的保護。近年來，秋明州改建了機場、火車站，修了公路、高架橋，建了雜戲院及秋明市最大的體育中心，還建設了許多的學校及醫院。秋明州的通訊服務獲得了積極的發展：電話聯絡暢通、上網速度快、並有有线數字電視。整個經濟的成長主要反應在人民日益增長的生活水平上。2005年，秋明州每人的平均月收入增幅為30%，居民實際可支配收入（考慮通貨膨脹）成長了18%。整體上，該州居民收入水平要高於俄羅斯全國的平均水平。
以下為 2005-2009 年秋明州對外進出口貿易額 (單位：百萬美元)
| 總計                      |         |         |         |         |         |
| 出口                      | 19197.0 | 23321.1 | 51126.3 | 69959.2 | 42536.3 |
| 進口                      | 608.5   | 705.9   | 1218.4  | 1978.5  | 1833.3  |
| 順差                      | 18588.5 | 22615.2 | 49907.9 | 67980.7 | 40703.0 |
| 其中與非獨聯體國家        |         |         |         |         |         |
| 出口                      | 12292.8 | 14861.0 | 39606.6 | 54665.5 | 31460.3 |
| 進口                      | 467.5   | 544.6   | 970.6   | 1708.0  | 1537.1  |
| 順差                      | 11825.3 | 14316.4 | 38636.0 | 52957.5 | 29923.2 |
| 與獨聯體國家              |         |         |         |         |         |
| 出口                      | 6904.2  | 8460.1  | 11519.7 | 15293.7 | 11076.0 |
| 進口                      | 141.0   | 161.3   | 247.8   | 270.5   | 296.2   |
| 順差                      | 6763.2  | 8298.8  | 11271.9 | 15023.2 | 10779.8 |
| 1 資料來源:秋明州官方網站 |         |         |         |         |         |

### 農業
秋明州南部可耕種的農地達340萬公頃。相較於北部具有適宜的氣候條件允許在那裡種植各種主要農作物，尤其是穀類作物。2005年農業總產值與前年相比成長了9%。在烏拉爾地區，人均糧食總產值其中由秋明州位居前列。該州內穀類作物的產量平均保持在每公頃2000公斤，在烏拉爾及西伯利亞地區該產量是最高的。另外，地表資源中，具有重要經濟價值主要分佈在北部地第區的森林，其針葉林每年的儲備量可達200多萬立方公尺。

### 工業
2005年，秋明州的工業生產成長速度為6.9%（全俄平均成長速度為4%），加工領域的成長為7.8%。石油開採、家具製造、建材生產、汽車製造及化工等領域的生產均進一步的擴大。而機械製造企業為油氣工業、建築及交通運輸行業提供門類齊全的產品。由於油氣領域的訂單加大，僅2005年為石油天然氣行業生產的設備就成長了32%。由於秋明州內大規模的建築發展迅猛，隨之，建築材料的生產也得到了極大的發展。2005年，鋼筋混凝土之結構建築所需材料的生產成長了33%，建築用磚的生產成長了30%。

### 能源
在石油行業，秋明州有著相當的發展潛力。若2005年石油開採量為150萬噸，在未來該開採量將有可能達到800－1000萬噸。此外，對秋明州經濟發展起著重大作用的為托博爾斯克石化公司，在輕碳氫原料加工領域內於產量上而言，該公司是全國最大的一家。現在，該公司製定了一個液化氣深度加工的綜合計劃。在2007－2009年間，該公司要安裝一台聚丙烯可以使得年加工量為50萬噸的生產裝置。不僅在石油部分的投資與開發，天然氣在秋明州是一個重要的中心，更由於其優越的地理位置和交通便利，因此許多石油和天然氣公司皆在此大量投資，例如：俄羅斯天然氣工業公司、盧克石油公司、Gazpromneft、TNK-BP和荷蘭皇家殼牌公司皆有所相關投資計畫。

### 建築業
由於秋明州北部具有豐富的森林資源，使得秋明州能夠生產大量的家具及成材。2005年，由於技術設備更新，膠合板及刨花板生產獲得了實質性的增長（膠合板生產成長10%，刨花板生產成長12%）。該州還開採泥炭、腐泥、石英砂、磚和陶土、石灰石和建築石材，而其中已探明建材原料產地已有400餘處。

### 科技研發
秋明州的科技研發體系在其規模及發展速度上是俄聯邦最年輕且少有的科技研發體系之一。在秋明州有37家科研單位從事科研活動。他們每年進行大約2000項科學調查研究項目，其中大部分是針對油氣開發。每年該領域的專家都獲得超過200項的發明專利。秋明州被俄羅斯聯邦納入高新技術發展園區的國家規劃。在秋明市建設了石油天然氣研發中心使石油天然氣領域的先進技術得到了進一步的深化，並推動了其商業化進程，為大量的科研人員及高水平的技術專家提供了廣闊的就業機會。科技園區應成為該州科技創新活動的基礎，及連接各大專院校、科學試驗科室及油田生產的連結。

## 未來發展方向
根據秋明州經濟政策，主要優先發展：透過大規模的油氣工業發展區邁進，因為無論在生產性及消費性資源各方面皆有著巨大需求、發展高科技的加工生產、全面支持大規模的民居建築以外，同時發展其附加價值高的生產行業，以保證秋明州財政收入不斷增長；另外，協助外部市場同時依靠高新科技來增加秋明州競爭力；與秋明州企業組織機構等合作；財政規劃資金首先將往較能吸引個人投資的計畫發展，進而創造具有優良條件的市場計畫。